# محمودبی (متروی استانبول)
محمودبی (انگلیسی: Mahmutbey) یکی از ایستگاه‌های خط ام۳ و ام۷ متروی استانبول است.
این ایستگاه که در منطقه باغچیلار قرار دارد در سال ۲۰۱۳ تأسیس شده‌است.